# Enzo Millot
Enzo Millot, född 17 juli 2002 i Lucé, är en fransk fotbollsspelare.

## Karriär
Enzo Millot inledde sin seniorkarriär i Monacos B-lag år 2019. Han debuterade i dess A-lag 2020. Han gick 2021 över till VfB Stuttgart. Han har representerat Frankrike på flera ungdomsnivåer sedan 2018. Vid olympiska sommarspelen 2024 i Paris ingick han i det franska laget som tog silver efter att ha förlorat finalen mot Spanien.